# Умяр Дахер
Умяр Дахер (Тагир / Тагиров, фин. Ymär Daher, Tahiroff, тат. Гомәр Зариф улы Таһир; 5 ноября 1910 — 10 июля 1999) был влиятельным лицом татарской культуры, в детстве переехавшим из России в Финляндию. Тагир родился в Нижегородской области. Тагир был исследователем, государственным служащим, преподавателем и доцентом тюркологии, доктором философии и вице-судьей. Как исследователь Тагир принимал участие во многих различных алтаистических и тюркологических конференциях по всему миру. Его разносторонние языковые навыки и культурные знания использовались, например, президентом Финляндии Урхо Кекконеном. В 1998 году Тагир был награждён за свою культурную деятельность Президентом Татарстана.
Тагир создал ассоциацию, организовавшую приезд татарских художников из России в Финляндию. Например, Рустем Яхин и Ильгам Шакиров. Сын Умара, Окан Тагир (Фин: Okan Daher) продолжил дело своего отца в качестве культурного деятеля среди татар в Хельсинки и, например, опубликовал татаро-финский словарь. Двумя другими детьми Тагир были Тинат и Рахила. Его женой была Халида Джамалетдин. Тагир похоронен в Хельсинки.